# Чемпіонат Англії з футболу 2007—2008: Прем'єр-ліга
Англійська прем'єр-ліга 2007—2008 (англ. Barclays Premier League) — 16-ий сезон англійської Прем'єр-ліги, заснованої 1992 року. Сезон розпочався в 11 серпня 2007 року та завершився 11 травня 2008 року. 
Автором першого гола сезону став Майкл Чопра, чий гол на 94-й хвилині матчу проти «Тоттенгем Готспур» став єдиним у грі-відкритті сезону та переможним для його команди, «Сандерленда». Перший хет-трик сезону був забитий нападником «Арсенала» Еммануелем Адебайором у грі проти «Дербі Каунті» 22 вересня 2007 року.
29 вересня 2007 року у матчі між командами «Портсмут» та «Редінг» було зафіксовано рахунок 7:4, що зробило цю гру найрезультативнішим матчем в історії Прем'єр-ліги. 15 грудня 2007 року відбувся інший знаменний матч — гра між «Віган Атлетік» та «Блекберн Роверз» (фінальний рахунок 5:3), в якій уперше в історії Прем'єр-ліги хет-триками відзначилися гравці обох команд-суперниць (відповідно Маркус Бент та Роке Санта-Крус).
В сезоні 2008—2009 відразу двома антидосягненнями відзначився клуб «Дербі Каунті», який став першою командою в історії Прем'єр-ліги, що втратила математичні шанси зайняти підсумкове місце вище 18-го та, відповідно, продовжити виступи у змаганні наступного сезону вже у березні, за два місяці до завершення поточного сезону. Згодом цей клуб встановив «рекорд» найменшої кількості набраних протягом сезону Прем'єр-ліги очок, обмежившись 11 заліковими балами.
Доля чемпіонського титулу сезону лишалася невизначеною до останнього туру змагання, в якому «Манчестер Юнайтед» з рахунком 2:0 обіграв «Віган Атлетік», у той час як «Челсі» не вдалося здолати «Болтон Вондерерз» (нічия 1:1). За таких результатів «МЮ» обійшов лондонський клуб на два очки та захистив чемпіонське звання попереднього сезону. Ця перемога стала для «Манчестер Юнайтед» ювілейною, десятою, під егідою Прем'єр-ліги та 17-м титулом чемпіона загалом, що дозволило їм впритул наблизитися до рекордсмена за цим показником, 18-разового чемпіона країни «Ліверпуля». У нижній частині турнірної таблиці до «Дербі Каунті», який задовго до кінця сезону забезпечив пониження у класі до Чемпіонату Футбольної ліги Англії, в останній ігровий день приєдналися «Бірмінгем Сіті» та «Редінг», причому останній поступився «Фулхему» у боротьбі за рятівне 17-е місце лише за гіршою різницею забитих та пропущених голів.

## Команди-учасниці
У змаганнях Прем'єр-ліги сезону 2007—2008 взяли участь 20 команд, включаючи 17 команд-учасниць попереднього сезону та три команди, що підвищилися у класі з Чемпіонату Футбольної ліги.

### Міста і стадіони
| Команда             | Стадіон              | Місткість |
| ------------------- | -------------------- | --------- |
| «Манчестер Юнайтед» | Олд Траффорд         | 76,212    |
| «Арсенал»           | Емірейтс             | 60,355    |
| «Ньюкасл Юнайтед»   | Сент-Джеймс Парк     | 52,387    |
| «Сандерленд»        | Стедіум оф Лайт      | 49,000    |
| «Манчестер Сіті»    | Сіті оф Манчестер    | 47,726    |
| «Ліверпуль»         | Енфілд               | 45,276    |
| «Астон Вілла»       | Вілла Парк           | 42,640    |
| «Челсі»             | Стемфорд Брідж       | 42,055    |
| «Евертон»           | Ґудісон-Парк         | 40,157    |
| «Тоттенгем Готспур» | Вайт Харт Лейн       | 36,244    |
| «Вест Гем Юнайтед»  | Болейн Граунд        | 35,303    |
| «Мідлсбро»          | Ріверсайд            | 35,049    |
| «Дербі Каунті»      | Прайд Парк           | 33,597    |
| «Блекберн Роверз»   | Івуд Парк            | 31,367    |
| «Бірмінгем Сіті»    | Сент-Ендрюс          | 30,009    |
| «Болтон Вондерерз»  | Рібок                | 28,723    |
| «Фулхем»            | Крейвен Коттедж      | 26,300    |
| «Віган Атлетік»     | Джей-Джей-Бі Стедіум | 25,138    |
| «Редінг»            | Мадейскі             | 24,161    |
| «Портсмут»          | Фраттон Парк         | 20,688    |

### Зміни тренерів
| Команда             | Старий тренер       | Причина уходу                        | Дата уходу        | Новий тренер        | Дата призначення  | Турнірна позиція   |
| ------------------- | ------------------- | ------------------------------------ | ----------------- | ------------------- | ----------------- | ------------------ |
| «Манчестер Сіті»    | Стюарт Пірс         | Розірвання контракту                 | 14 травня 2007    | Свен-Йоран Ерікссон | 6 липня 2007      | До початку сезону  |
| «Челсі»             | Жозе Моурінью       | Обопільна згода                      | 20 вересня 2007   | Аврам Грант         | 20 вересня 2007   | 5-е                |
| «Болтон Вондерерз»  | Семмі Лі            | Обопільна згода                      | 17 жовтня 2007    | Гарі Мегсон         | 25 жовтня 2007    | 19-е               |
| «Тоттенгем Готспур» | Мартін Йол          | Розірвання контракту                 | 25 жовтня 2007    | Хуанде Рамос        | 27 жовтня 2007    | 18-е               |
| «Віган Атлетік»     | Кріс Гатчингс       | Розірвання контракту                 | 5 листопада 2007  | Стів Брюс           | 26 листопада 2007 | 18-е               |
| «Бірмінгем Сіті»    | Стів Брюс           | Контракт викуплений «Віган Атлетік»  | 19 листопада 2007 | Алекс Макліш        | 28 листопада 2007 | 15-е               |
| «Дербі Каунті»      | Біллі Девіс         | Обопільна згода                      | 26 листопада 2007 | Пол Джюелл          | 28 листопада 2007 | 20-е               |
| «Фулхем»            | Лоурі Санчес        | Розірвання контракту                 | 21 грудня 2007    | Рой Годжсон         | 30 грудня 2007    | 18-е               |
| «Ньюкасл Юнайтед»   | Сем Еллардайс       | Обопільна згода                      | 9 січня 2008      | Кевін Кіган         | 16 січня 2008     | 11-е               |
| «Челсі»             | Аврам Грант         | Розірвання контракту                 | 24 травня 2008    | Луїс Феліпе Сколарі | 1 липня 2008      | Після сезону (2-е) |
| «Манчестер Сіті»    | Свен-Йоран Ерікссон | Обопільна згода                      | 2 червня 2008     | Марк Гьюз           | 4 червня 2008     | Після сезону (9-е) |
| «Блекберн Роверз»   | Марк Гьюз           | Контракт викуплений «Манчестер Сіті» | 4 червня 2008     | Пол Інс             | 22 червня 2008    | Після сезону (7-е) |

## Турнірна таблиця
| М  | Команда               | І  | В  | Н  | П  | МЗ | МП | РМ  | О  | Кваліфікація або пониження в класі                      |
| -- | --------------------- | -- | -- | -- | -- | -- | -- | --- | -- | ------------------------------------------------------- |
| 1  | Манчестер Юнайтед (Ч) | 38 | 27 | 6  | 5  | 80 | 22 | +58 | 87 | Груповий раунд Ліги чемпіонів УЄФА 2008–2009            |
| 2  | Челсі                 | 38 | 25 | 10 | 3  | 65 | 26 | +39 | 85 | Груповий раунд Ліги чемпіонів УЄФА 2008–2009            |
| 3  | Арсенал               | 38 | 24 | 11 | 3  | 74 | 31 | +43 | 83 | 3-й кваліфікаційний раунд Ліги чемпіонів УЄФА 2008–2009 |
| 4  | Ліверпуль             | 38 | 21 | 13 | 4  | 67 | 28 | +39 | 76 | 3-й кваліфікаційний раунд Ліги чемпіонів УЄФА 2008–2009 |
| 5  | Евертон               | 38 | 19 | 8  | 11 | 55 | 33 | +22 | 65 | 1-й раунд Кубка УЄФА 2008–2009                          |
| 6  | Астон Вілла           | 38 | 16 | 12 | 10 | 71 | 51 | +20 | 60 | 3-й раунд Кубка Інтертото 2008                          |
| 7  | Блекберн Роверз       | 38 | 15 | 13 | 10 | 50 | 48 | +2  | 58 |                                                         |
| 8  | Портсмут              | 38 | 16 | 9  | 13 | 48 | 40 | +8  | 57 | 1-й раунд Кубка УЄФА 2008–2009 1                        |
| 9  | Манчестер Сіті        | 38 | 15 | 10 | 13 | 45 | 53 | −8  | 55 | 1-й кваліфікаційний раунд Кубка УЄФА 2008–2009 2        |
| 10 | Вест Гем Юнайтед      | 38 | 13 | 10 | 15 | 42 | 50 | −8  | 49 |                                                         |
| 11 | Тоттенгем Готспур     | 38 | 11 | 13 | 14 | 66 | 61 | +5  | 46 | 1-й раунд Кубка УЄФА 2008–2009 3                        |
| 12 | Ньюкасл Юнайтед       | 38 | 11 | 10 | 17 | 45 | 65 | −20 | 43 |                                                         |
| 13 | Мідлсбро              | 38 | 10 | 12 | 16 | 43 | 53 | −10 | 42 |                                                         |
| 14 | Віган Атлетік         | 38 | 10 | 10 | 18 | 34 | 51 | −17 | 40 |                                                         |
| 15 | Сандерленд            | 38 | 11 | 6  | 21 | 36 | 59 | −23 | 39 |                                                         |
| 16 | Болтон Вондерерз      | 38 | 9  | 10 | 19 | 36 | 54 | −18 | 37 |                                                         |
| 17 | Фулгем                | 38 | 8  | 12 | 18 | 38 | 60 | −22 | 36 |                                                         |
| 18 | Редінг (Пн)           | 38 | 10 | 6  | 22 | 41 | 66 | −25 | 36 | Пониження до Футбольної ліги                            |
| 19 | Бірмінгем Сіті (Пн)   | 38 | 8  | 11 | 19 | 46 | 62 | −16 | 35 | Пониження до Футбольної ліги                            |
| 20 | Дербі Каунті (Пн)     | 38 | 1  | 8  | 29 | 20 | 89 | −69 | 11 | Пониження до Футбольної ліги                            |

Джерела: Barclays Premier League
Правила класифікації: 
1) очок; 2) різниця м'ячів; 3) кіл-ть забитих м'ячів.
1 Кваліфікувався через Кубок Англії з футболу 2007–08
2Кваліфікувався завдяки найвищому Рейтингу Fair Play УЄФА
3 Кваліфікувався через Кубок англійської ліги з футболу 2007-08
(Ч) = Чемпіон; (Пн)/(В) = Понижено в класі/Вибув; (Пв) = Підвищення в класі; (ПП) = Переможець плей-оф; (Н) = Перехід до наступного раунду. 
Застосовується тільки коли сезон ще не закінчений: 
(К) = Кваліфікований до раунду турніру; (КН) = Кваліфікований до турніру, але не до конкретного раунду; (Д) = Дискваліфікований з турніру.

## Результати
| Вдома \ В гостях1 | АРС | АСТ | БІР | БЛБ | БОЛ | ЧЕЛ | ДЕР | ЕВЕ | ФУЛ | ЛІВ | МС  | МЮ  | МІД | НЬЮ | ПОР | РЕД | САН | ТОТ | ВГЮ | ВІГ |
| Арсенал           |     | 1–1 | 1–1 | 2–0 | 2–0 | 1–0 | 5–0 | 1–0 | 2–1 | 1–1 | 1–0 | 2–2 | 1–1 | 3–0 | 3–1 | 2–0 | 3–2 | 2–1 | 2–0 | 2–0 |
| Астон Вілла       | 1–2 |     | 5–1 | 1–1 | 4–0 | 2–0 | 2–0 | 2–0 | 2–1 | 1–2 | 1–1 | 1–4 | 1–1 | 4–1 | 1–3 | 3–1 | 0–1 | 2–1 | 1–0 | 0–2 |
| Бірмінгем Сіті    | 2–2 | 1–2 |     | 4–1 | 1–0 | 0–1 | 1–1 | 1–1 | 1–1 | 2–2 | 3–1 | 0–1 | 3–0 | 1–1 | 0–2 | 1–1 | 2–2 | 4–1 | 0–1 | 3–2 |
| Блекберн Роверз   | 1–1 | 0–4 | 2–1 |     | 4–1 | 0–1 | 3–1 | 0–0 | 1–1 | 0–0 | 1–0 | 1–1 | 1–1 | 3–1 | 0–1 | 4–2 | 1–0 | 1–1 | 0–1 | 3–1 |
| Болтон Вондерерз  | 2–3 | 1–1 | 3–0 | 1–2 |     | 0–1 | 1–0 | 1–2 | 0–0 | 1–3 | 0–0 | 1–0 | 0–0 | 1–3 | 0–1 | 3–0 | 2–0 | 1–1 | 1–0 | 4–1 |
| Челсі             | 2–1 | 4–4 | 3–2 | 0–0 | 1–1 |     | 6–1 | 1–1 | 0–0 | 0–0 | 6–0 | 2–1 | 1–0 | 2–1 | 1–0 | 1–0 | 2–0 | 2–0 | 1–0 | 1–1 |
| Дербі Каунті      | 2–6 | 0–6 | 1–2 | 1–2 | 1–1 | 0–2 |     | 0–2 | 2–2 | 1–2 | 1–1 | 0–1 | 0–1 | 1–0 | 2–2 | 0–4 | 0–0 | 0–3 | 0–5 | 0–1 |
| Евертон           | 1–4 | 2–2 | 3–1 | 1–1 | 2–0 | 0–1 | 1–0 |     | 3–0 | 1–2 | 1–0 | 0–1 | 2–0 | 3–1 | 3–1 | 1–0 | 7–1 | 0–0 | 1–1 | 2–1 |
| Фулгем            | 0–3 | 2–1 | 2–0 | 2–2 | 2–1 | 1–2 | 0–0 | 1–0 |     | 0–2 | 3–3 | 0–3 | 1–2 | 0–1 | 0–2 | 3–1 | 1–3 | 3–3 | 0–1 | 1–1 |
| Ліверпуль         | 1–1 | 2–2 | 0–0 | 3–1 | 4–0 | 1–1 | 6–0 | 1–0 | 2–0 |     | 1–0 | 0–1 | 3–2 | 3–0 | 4–1 | 2–1 | 3–0 | 2–2 | 4–0 | 1–1 |
| Манчестер Сіті    | 1–3 | 1–0 | 1–0 | 2–2 | 4–2 | 0–2 | 1–0 | 0–2 | 2–3 | 0–0 |     | 1–0 | 3–1 | 3–1 | 3–1 | 2–1 | 1–0 | 2–1 | 1–1 | 0–0 |
| Манчестер Юнайтед | 2–1 | 4–0 | 1–0 | 2–0 | 2–0 | 2–0 | 4–1 | 2–1 | 2–0 | 3–0 | 1–2 |     | 4–1 | 6–0 | 2–0 | 0–0 | 1–0 | 1–0 | 4–1 | 4–0 |
| Мідлсбро          | 2–1 | 0–3 | 2–0 | 1–2 | 0–1 | 0–2 | 1–0 | 0–2 | 1–0 | 1–1 | 8–1 | 2–2 |     | 2–2 | 2–0 | 0–1 | 2–2 | 1–1 | 1–2 | 1–0 |
| Ньюкасл Юнайтед   | 1–1 | 0–0 | 2–1 | 0–1 | 0–0 | 0–2 | 2–2 | 3–2 | 2–0 | 0–3 | 0–2 | 1–5 | 1–1 |     | 1–4 | 3–0 | 2–0 | 3–1 | 3–1 | 1–0 |
| Портсмут          | 0–0 | 2–0 | 4–2 | 0–1 | 3–1 | 1–1 | 3–1 | 0–0 | 0–1 | 0–0 | 0–0 | 1–1 | 0–1 | 0–0 |     | 7–4 | 1–0 | 0–1 | 0–0 | 2–0 |
| Редінг            | 1–3 | 1–2 | 2–1 | 0–0 | 0–2 | 1–2 | 1–0 | 1–0 | 0–2 | 3–1 | 2–0 | 0–2 | 1–1 | 2–1 | 0–2 |     | 2–1 | 0–1 | 0–3 | 2–1 |
| Сандерленд        | 0–1 | 1–1 | 2–0 | 1–2 | 3–1 | 0–1 | 1–0 | 0–1 | 1–1 | 0–2 | 1–2 | 0–4 | 3–2 | 1–1 | 2–0 | 2–1 |     | 1–0 | 2–1 | 2–0 |
| Тоттенгем Готспур | 1–3 | 4–4 | 2–3 | 1–2 | 1–1 | 4–4 | 4–0 | 1–3 | 5–1 | 0–2 | 2–1 | 1–1 | 1–1 | 1–4 | 2–0 | 6–4 | 2–0 |     | 4–0 | 4–0 |
| Вест Гем Юнайтед  | 0–1 | 2–2 | 1–1 | 2–1 | 1–1 | 0–4 | 2–1 | 0–2 | 2–1 | 1–0 | 0–2 | 2–1 | 3–0 | 2–2 | 0–1 | 1–1 | 3–1 | 1–1 |     | 1–1 |
| Віган Атлетік     | 0–0 | 1–2 | 2–0 | 5–3 | 1–0 | 0–2 | 2–0 | 1–2 | 1–1 | 0–1 | 1–1 | 0–2 | 1–0 | 1–0 | 0–2 | 0–0 | 3–0 | 1–1 | 1–0 |     |

Джерело: Barclays Premier League
1Команда-господар записана у лівому стовпчику.
Кольори: Голубий = господар переміг; Жовтий = нічия; Червоний = гості перемогли.
Для майбутніх матчів, позначених «п», існує стаття.

## Статистика
| Місце | Гравець            | Клуб                          | Голи |
| ----- | ------------------ | ----------------------------- | ---- |
| 1     | Кріштіану Роналду  | «Манчестер Юнайтед»           | 31   |
| 2     | Фернандо Торрес    | «Ліверпуль»                   | 24   |
| 2     | Еммануель Адебайор | «Арсенал»                     | 24   |
| 4     | Роке Санта-Крус    | «Блекберн Роверз»             | 19   |
| 5     | Бенджані           | «Портсмут» / «Манчестер Сіті» | 15   |
| 5     | Дімітар Бербатов   | «Тоттенгем Готспур»           | 15   |
| 5     | Роббі Кін          | «Тоттенгем Готспур»           | 15   |
| 5     | Якубу              | «Евертон»                     | 15   |
| 9     | Карлос Тевес       | «Манчестер Юнайтед»           | 14   |
| 10    | Джон Кар'ю         | «Астон Вілла»                 | 13   |

| Місце | Гравець             | Клуб                | Передачі |
| ----- | ------------------- | ------------------- | -------- |
| 1     | Сеск Фабрегас       | «Арсенал»           | 19       |
| 2     | Ешлі Янг            | «Астон Вілла»       | 17       |
| 3     | Вейн Руні           | «Манчестер Юнайтед» | 13       |
| 4     | Девід Бентлі        | «Блекберн Роверз»   | 11       |
| 4     | Дімітар Бербатов    | «Тоттенгем Готспур» | 11       |
| 4     | Стівен Джерард      | «Ліверпуль»         | 11       |
| 7     | Гарет Беррі         | «Астон Вілла»       | 10       |
| 7     | Кенвайн Джонс       | «Сандерленд»        | 10       |
| 9     | Габрієль Агбонлахор | «Астон Вілла»       | 9        |
| 9     | Карлтон Коул        | «Вест Гем Юнайтед»  | 9        |
| 9     | Саломон Калу        | «Челсі»             | 9        |
| 9     | Нікі Шорі           | «Редінг»            | 9        |

### Найшвидші голи
| Автор гола     | Секунда матчу | Команда          | Супротивник     |
| -------------- | ------------- | ---------------- | --------------- |
| Джеованні      | 28            | «Манчестер Сіті» | «Віган Атлетік» |
| Камерон Джером | 32            | «Бірмінгем Сіті» | «Дербі Каунті»  |
| Якубу          | 47            | «Евертон»        | «Портсмут»      |
| Девід Гілі     | 50            | «Фулхем»         | «Арсенал»       |

### Загалом
- Найбільше перемог – «Манчестер Юнайтед» (27)
- Найменше перемог – «Дербі Каунті» (1)
- Найбільше поразок – «Дербі Каунті» (29)
- Найменше поразок – «Арсенал» та «Челсі» (3)
- Найбільше забито – «Манчестер Юнайтед» (80)
- Найменше забито – «Дербі Каунті» (20)
- Найбільше пропущено – «Дербі Каунті» (89)
- Найменше пропущено – «Манчестер Юнайтед» (22)

### Вдома
- Найбільше перемог – «Манчестер Юнайтед» (17)
- Найменше перемог – «Дербі Каунті» (1)
- Найбільше поразок – «Дербі Каунті» (13)
- Найменше поразок – «Арсенал» та «Челсі» (0)
- Найбільше забито – «Манчестер Юнайтед» (47)
- Найменше забито – «Дербі Каунті» (12)
- Найбільше пропущено – «Дербі Каунті» (43)
- Найменше пропущено – «Манчестер Юнайтед» (7)

### У гостях
- Найбільше перемог – «Челсі» (13)
- Найменше перемог – «Дербі Каунті» (0)
- Найбільше поразок – «Дербі Каунті» (16)
- Найменше поразок – «Арсенал», «Челсі» та «Ліверпуль» (3)
- Найбільше забито – «Арсенал» та «Астон Вілла» (37)
- Найменше забито – «Дербі Каунті» (8)
- Найбільше пропущено – «Дербі Каунті» (46)
- Найменше пропущено – «Челсі» (13)

## Щомісячні нагороди
| Місяць        | Тренер місяця                          | Гравець місяця                          |
| ------------- | -------------------------------------- | --------------------------------------- |
| серпень 2007  | Свен-Йоран Ерікссон («Манчестер Сіті») | Майка Річардс («Манчестер Сіті»)        |
| вересень 2007 | Арсен Венгер («Арсенал»)               | Сеск Фабрегас («Арсенал»)               |
| жовтень 2007  | Марк Гьюз («Блекберн Роверз»)          | Вейн Руні («Манчестер Юнайтед»)         |
| листопад 2007 | Мартін О'Ніл («Астон Вілла»)           | Габрієль Агбонлахор («Астон Вілла»)     |
| грудень 2007  | Арсен Венгер («Арсенал»)               | Роке Санта-Крус («Блекберн Роверз»)     |
| січень 2008   | Алекс Фергюсон («Манчестер Юнайтед»)   | Кріштіану Роналду («Манчестер Юнайтед») |
| лютого 2008   | Девід Моєс («Евертон»)                 | Фернандо Торрес («Ліверпуль»)           |
| березень 2008 | Алекс Фергюсон («Манчестер Юнайтед»)   | Кріштіану Роналду («Манчестер Юнайтед») |
| квітень 2008  | Аврам Грант («Челсі»)                  | Ешлі Янг («Астон Вілла»)                |

## Нагороди за сезон

### Гравець року за версією ПФА
Звання «Гравець року за версією ПФА» 2008 року виборов гравець «Манчестер Юнайтед» Кріштіану Роналду. Для португальця ця нагорода стала другою поспіль.
Іншими номінантами на цю нагороду були:
- Еммануель Адебайор («Арсенал»)
- Сеск Фабрегас («Арсенал»)
- Стівен Джерард («Ліверпуль»)
- Девід Джеймс («Портсмут»)
- Фернандо Торрес («Ліверпуль»)

### Молодий гравець року за версією ПФА
Нагороду «Молодий гравець року за версією ПФА» отримав Сеск Фабрегас («Арсенал»).
Іншими номінантами на цю нагороду були:
- Габрієль Агбонлахор («Астон Вілла»)
- Майка Річардс («Манчестер Юнайтед»)
- Кріштіану Роналду («Манчестер Юнайтед»)
- Фернандо Торрес («Ліверпуль»)
- Ешлі Янг («Астон Вілла»)

### Гравець року за версією вболівальників ПФА
Лауреат нагороди «Гравець року за версією вболівальників ПФА» попереднього року Кріштіану Роналду з «Манчестер Юнайтед» отримав це звання повторно й у 2008 році. Головними конкурентами португальця цього року були нападник «Ліверпуля» Фернандо Торрес та півзахисник лондонського «Арсенала» Сеск Фабрегас.

### Гравець року за версією Асоціації футбольних журналістів
Звання «Гравець року за версією Асоціації футбольних журналістів» удруге поспіль отримав Кріштіану Роналду. Фланговий півзахисник «Манчестер Юнайтед» обійшов за результатами опитування нападника «Ліверпуля» Фернандо Торреса та голкіпера «Портсмута» Девіда Джеймса.

### Гравець року англійської Прем'єр-ліги
Півзахисник «Манчестер Юнайтед» Кріштіану Роналду був удруге поспіль визнаний «Гравцем року англійської Прем'єр-ліги».

### Тренер року англійської Прем'єр-ліги
Лауреатом нагороди «Тренер року англійської Прем'єр-ліги» увосьме у своїй кар'єрі став 66-річний наставник «Манчестер Юнайтед» Алекс Фергюсон.

### Золотий бутс англійської Прем'єр-ліги
Нагороду «Золотий бутс англійської Прем'єр-ліги» найкращому бомбардиру сезону отримав представник «Манчестер Юнайтед» Кріштіану Роналду, який відзначився 31 забитим голом у 34 іграх, в яких з'являвся на футбольному полі. Востаннє гравцеві Прем'єр-ліги вдавалося забити понад 30 м'ячів за сезон 12-ма роками раніше, також 31 голом тоді відзначився нападник Алан Ширер, який того сезону захищав кольори «Блекберн Роверз».

### Золота рукавичка англійської Прем'єр-ліги
Голкіпер «Ліверпуля» Пепе Рейна втретє поспіль став володарем нагороди «Золота рукавичка англійської Прем'єр-ліги». Він зберіг свої ворота недоторканими у 18 з 33 матчів, у яких виходив на поле.